# Род Благојевић
Род Р. Благојевић (енгл. Rod Blagojevich; Чикаго, 10. децембар 1956) амерички је политичар српског порекла. Између 2003. и 2009. био је гувернер Илиноиса, а између 1997. и 2003. представник Илиноиса у Конгресу САД. Други је гувернер једне савезне државе САД српског порекла (први је био Џорџ Војновић из Охаја), односно трећи ако се рачуна време које је Мајк Степовић провео на челу Аљаске пре него што је постала савезна држава САД. Такође је био и први демократа на челу Илиноиса након 30 година.
Године 2011. осуђен је на федералном нивоу по 17 тачки оптужнице за кривично дело корупције у вези с малверзацијама док је био сенатор Илиноиса, те је добио јединствену казну од 14 година затвора у којем је провео приближно девет година, када га је Доналд Трамп, у првом мандату, помиловао.

## Биографија
Рођен је 10. децембра 1956. у српској породици у Чикагу. Његов отац, Радисав, рођен је у Великим Крчмарима код Крагујевца, а затим је као официр Југословенске војске Други светски рат провео у заробљеништву. Мајка му је Мила из породице Говедарица, пореклом из Гацка, а рођена је у Чикагу. Има старијег брата, који му је помагао с финансијама на почетку политичке каријере.
Иако нема средње име, користи иницијал „Р.” у част свог покојног оца. Основно и средње образовање је завршио у родном Чикагу. Током средње школе је играо кошарку, а такође је учествовао у две борбе као аматерски боксер. Након завршетка средње школе, уписао је Универзитет у Тампи. После две године, пребацио се на Северозападни универзитет, на ком је 1979. дипломирао историју. Звање доктора права стекао је 1983. на Универзитету Пепердајн.
Током НАТО бомбардовања Југославије 1999. је заједно са активистом и политичарем Џесијем Џексоном посетио Београд како би преговарао са Слободаном Милошевићем о пуштању три америчка ратна заробљеника.
Федерални истражни биро је оптужио Благојевића децембра 2008. да је покушао да прода упражњено сенаторско место. Благојевић је, попут свог претходника Џорџа Рајана, ухапшен под федералном оптужбом за корупцију. Сенат државе Илиноис сменио га је крајем јануара 2009. због оптужби за корупцију. Дана 3. јуна 2010. године почело је суђење, а 27. јуна 2011. проглашен је кривим и осуђен је на 14 година затвора. Дана 18. фебруара 2020. године, председник САД Доналд Трамп помиловао је Благојевића, који је истог дана пуштен из затвора.
У свом другом мандату, председник Трамп је 10. фебруара 2025. издао потпуно и безусловно помиловање Благојевића користећи овлашћења која су председницима дата Уставом. Док је Благојевић већ био на слободи од Трамповог ублажавања казне 2020. године, помиловање је уклонило Благојевићев кривични досије.

## Ставови
Залаже се за продубљивање односа између САД и Србије. Јавно је критиковао НАТО бомбардовање Југославије и сецесију Косова и Метохије.
Као гувернер Илиноиса, потписао је Споразум о успостављању братских односа Србије и Илиониса.
Подржао је Доналда Трампа током његове председничке кампање 2020. и 2024. а себе је назвао „трампократом”.

## Галерија
- Благојевић из ранијег периода